# Mars 1
Mars 1, també coneguda com a 1962 Beta Nu 1, Mars 2MV-4 i Sputnik 23, va ser una nau espacial interplanetària automàtica llançada en direcció a Mart l'1 de novembre de 1962, la primera del programa Mars soviètic, amb la intenció de sobrevolar el planeta a una distància aproximada de 11.000 km. Va ser dissenyat per realitzar imatges de la superfície i enviar dades sobre la radiació còsmica, impactes de micrometeorits i el camp magnètic marcià, l'entorn de radiació, estructura atmosfèrica i possibles compostos orgànics.
Després de sortir de l'òrbita terrestre, la nau espacial i la quarta etapa de l'impulsador Molniya van ser separats i es van desplegar els panells solars. La primera telemetria indicava que hi havia una filtració en una de les vàlvules de gas en el sistema d'orientació per tan la nau espacial va passar a estabilització giroscòpica. Es van realitzar seixanta-una transmissions de ràdio, inicialment a intervals de dos dies i després a cinc dies en què es van recollir una gran quantitat de dades interplanetàries.

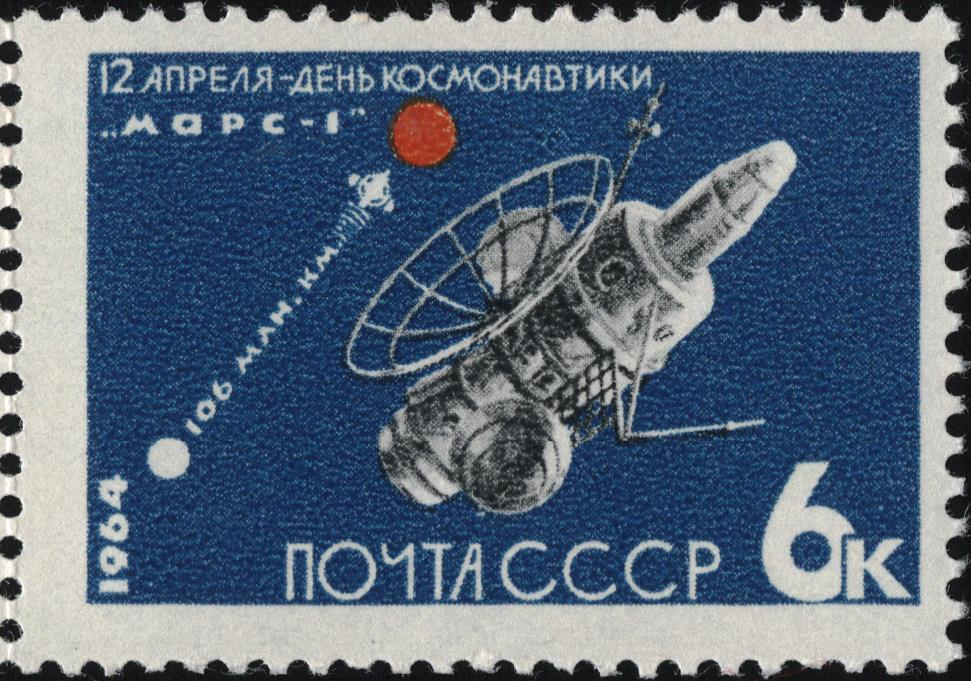
Segell de la Unió Soviètica amb motiu del "Mars 1"

El 21 de març de 1963, quan la nau espacial estava a una distància de 106.760.000 km de la Terra en camí a Mart, les comunicacions van cessar, probablement a causa del fracàs del sistema d'orientació de l'antena de la nau espacial. L'aproximació màxima de la Mars 1 a Mart probablement es va produir el 19 de juny de 1963 a una distància d'aproximadament 193.000 km, després de la qual la nau espacial va entrar en una òrbita al voltant del Sol.